# Pantano Grande (kommun)
Pantano Grande är en kommun i Brasilien.   Den ligger i delstaten Rio Grande do Sul, i den södra delen av landet, 1 700 km söder om huvudstaden Brasília. Antalet invånare är 9 895.
Omgivningarna runt Pantano Grande är huvudsakligen savann. Runt Pantano Grande är det mycket glesbefolkat, med 5 invånare per kvadratkilometer.